# 소하도서관
소하도서관은 경기도 광명시에 있는 도서관이다.

## 연혁
- 2014년 3월 착공
- 2016년 5월 완공
- 2016년 6월 13일 개관

## 시설현황
- 4층: 열람실II, 노트북실, 식당 및 도시락코너
- 3층: 종합자료실II, 열람실I
- 2층: 종합자료실I
- 1층: 배움샘어린이자료실, 카페테리아